# Basile Grigorovitch-Barsky
Pour les articles homonymes, voir Grigorovitch.

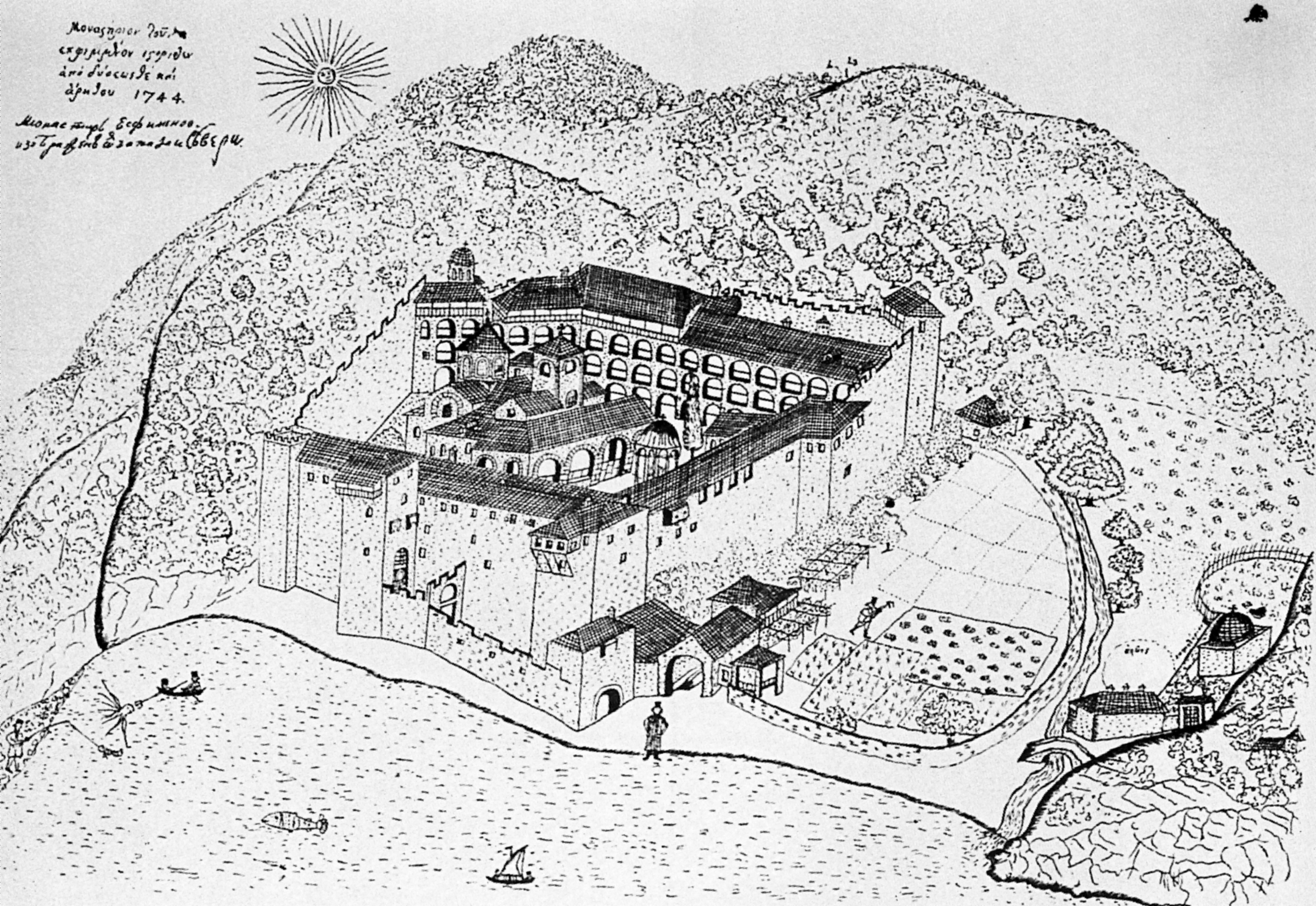
Dessin de monastère de l'auteur, 1744.

Basile Grigorovitch Barsky, ou Basile Grigorovitch-Barsky, né en 1701 et décédé en 1747, est un moine, dont le voyage débute à Kiev jusqu'à la moitié de sa vie, et dont les carnets comportent de précieuses descriptions de l'Orient du XVIIIe siècle. Il est également appelé Vassily Grigorovich-Barsky ; Grigorovitch s'écrit en transcription anglaise Grigorovich, et Barski peut s'écrire Barsky.

## Biographie

### Jeunesse
Basile Grigorovitch est issu d’une famille noble. Il naquit à Kiev en 1701 et avait pour frère le futur architecte de Kiev Ivan Grigorovitch-Barski. Son père était un homme instruit, mais il n'autorisa pas son fils à aller à l’école car il refusait que celui-ci devînt ce qu'il appelait un « savant », c'est-à-dire un homme ayant de multiples vices tels que l'orgueil ou la vanité. C’est donc son père lui-même qui décida de se charger de son éducation en l'instruisant à la maison. Toutefois, Grigorovitch ne renonça pas à la scolarisation et finit par intégrer un séminaire à Kiev à l’insu de son père, mais une blessure à la jambe l’obligea à le quitter. Cet événement le poussa à partir de son domicile pour se rendre à Lvov avec son ami Joustine Linnitsky. En 1723, ils réussirent à intégrer l’Académie jésuite de Lvov sous le couvert d'un faux nom. En effet, Grigorovitch rajouta « Barski » à son nom afin de se faire passer pour un Polonais catholique. Malheureusement, ils furent démasqués et durent quitter l’établissement. Le 23 avril 1724, Grigorovitch renonça alors définitivement à faire des études et décida d’entreprendre un voyage à pied.

### Début d'un long voyage
Le 23 avril 1724, Grigorovitch se mit en route avec Linnitsky et commença son voyage qui dura près de vingt-cinq ans. En passant par l'actuelle Slovaquie, la Hongrie et l'Autriche, ils arrivèrent le Ier siècle juin à Vienne, et Grigorovitch décrivit cette ville comme un « paradis sur terre ». Toujours en 1724, ce dernier arriva en Italie. C’est à partir de cette année qu’il n’y a plus aucune information concernant Linnitsky dans ses carnets. En Italie, Grigorovitch n’était pas en très bonne santé, il souffrait d’une plaie à la jambe qu'il supporta malgré tout. Il passa par Bari le 25 juillet et atteignit Rome le 29 août où il resta une vingtaine de jours. Après avoir visité Florence et Venise, il quitta l’Italie pour l’île de Corfou, le 28 février 1725. Il séjourna un peu de temps à Céphalonie, Zante et Salonique puis se dirigea vers le mont Athos où il arriva le 5 octobre 1725. Il passa ensuite par Constantinople puis par les Lieux Saints de Jérusalem, le 30 septembre 1726. Finalement, il traversa la Syrie et l’Arabie et arriva à Alexandrie la même année. Il visita l’Égypte pendant près de quatre ans. 
Grâce à ses notes très détaillées, Grigorovitch offre une description riche  de tous les endroits qu’il a visités, comme Rakhit, Le Caire, la ville de Suez ou le monastère Sainte-Catherine au Sinaï. Il n’a pu visiter ce dernier qu’après maints essais, car « les Arabes ne laissent passer personne. » Toutefois, les moines, impressionnés par sa détermination, l’acceptèrent après plusieurs jours. Il y  entra le 31 mars 1728 et y  resta pendant une semaine. Au retour, il passa par Rahïthou, Suez et Damiette où il resta jusque fin juin de la même année. Pendant l’été 1728, il visita la Syrie et Chypre, mais en 1729 il retourna en Égypte. Il passa encore du temps au Caire, à Alexandrie et à Damiette. Ce ne fut que le 12 septembre 1730 qu’il quitta Damiette pour Jaffa, Sidon et Beyrouth. Le 27 décembre 1733, Sylvestre Ier siècle, alors patriarche orthodoxe d'Antioche et d'Orient, l’ordonna sous-diacre à Damas. Le premier janvier 1734, il reçut « l'habit angélique » mais ne fut affecté à aucun monastère. Il décida alors de continuer à voyager, malgré le bon traitement que lui avait réservé les moines.

### Fin d'un long périple
Grigorovitch profita de ses voyages pour étudier les sciences, les langues et les arts. En 1741, lorsque les nouvelles de la mort de son père lui parvinrent, il se résolut à rentrer à Kiev avec le projet de devenir professeur là-bas. Mais cela ne se passa pas comme prévu : sur le chemin du retour, pendant qu'il traversait Constantinople, il rencontra l'ambassadeur russe de la ville, qui lui offrit une place de prêtre dans son ambassade. Grigorovitch refusa et se retrouva pour la deuxième fois au mont Athos, en Grèce. Il y resta jusqu’en 1747 et se consacra à l’écriture d'un carnet, qui viendra s'ajouter à ses autres carnets de voyage, sur le mont Athos, les cultes religieux du lieu, la vie et les habitudes des Grecs et surtout les couvents de cette période. Il décrivit tout cela avec une minutie insigne, qui nous renseigne sur des détails inédits, introuvables dans d'autres livres. Il se passionna tellement pour l'étude du grec qu'il rentra dans les ordres du mont Athos et travailla en tant que bibliothécaire, tout en se consacrant à l’écriture de son carnet. Il rentra finalement à Kiev le 2 septembre 1747, non de sa propre volonté mais en se sauvant d'une arrestation due à un désaccord avec le nouvel ambassadeur de Constantinople. Il y mourut le 7 octobre de la même année.

## Œuvre
Lorsque l'on parle de l’œuvre de Basile Grigorovitch, on parle des traces qu'il a laissées. Ces traces sont notamment une série de douze lettres écrites de sa main ainsi que 148 dessins qui venaient illustrer ses carnets de voyage. Lesdits carnets recèlent d'une multitude de détails et de descriptions extrêmement précises sur la vie, les monuments, le paysage des différents pays qu'il a visités de 1723 à 1747. Néanmoins, Grigorovitch est mort avant d'avoir publié ses carnets. Ainsi, toutes les publications de ceux-ci eurent lieu à titre posthume, la première en 1778 par Rouban, et furent rééditées ultérieurement. Il est intéressant de noter que cette première édition de 1778 fut complètement remaniée et tous les passages ressemblant à du merveilleux ou du miracle enlevés. Par après, Nicolas Boursakov et le prince Potemkin rééditèrent son œuvre comme à l'origine sous le nom de « Voyages de B. Grigorovich aux lieux saints d'Europe, d'Asie et d'Afrique, commencés en 1723 et terminés en 1747. ».
En 1989, l'édition "Barski's Cyprus revisited, 1726-1989" a été publiée à Chypre, contenant une traduction anglaise du texte de Vassili Grigorovitch-Barski sur Chypre. Elle a été préparée par Ian Meadows et Ionia Evtivoulou.
Dans la Russie post-soviétique, plusieurs réimpressions de « Errances » ont été publiées.
En Ukraine en 2000, une traduction en ukrainien du livre de Piotr Belous « Voyages dans les lieux saints de 1723 à 1747 » a été publiée. 
En 2009, la publication «Βασίλι Γκρηγκόροβιτς Μπάρσκι Τα ταξίδια του στο Άγιον Όρος: 1725-1726, 1744-1745 / Με τη φροντίδα και τα σχόλια του ακαδημαϊκού Παύλου Μυλωνά» a été publié en Grèce, contenant une traduction en grec du texte de V. Grigorovich-Barsky sur ses voyages autour d'Athos.
La traduction française du voyage de Basile Barski a été publiée aux éditions des Syrtes en 2019,. Cette publication comporte l'ensemble de son voyage à travers l'Europe et le Proche-Orient. Seul son deuxième séjour à l'Athos n'a pas encore été traduit.
En Russie en 2024-2025, deux parties des "Pérégrinations" ont été présentées dans une traduction en russe moderne, réalisée par le docteur Leonid Bulanov pour l'organisation officielle russe "Société impériale orthodoxe de Palestine".